# 아지우송 와르켕
아지우송 와르켕(Adílson Warken, 1987년 1월 16일 ~ )는 흔히 아지우송로 알려진 브라질의 전 축구 선수로, 과거 수비형 미드필더로 활약했다.